# Jaroslav Dvorak
Jaroslav Dvorak (ur. 15 września 1974 w Kłajpedzie) – litewski politolog, menedżer, doktor nauk społecznych.

## Życiorys
W 2002 roku ukończył studia w Kowieńskim Uniwersytecie Technologicznym, następnie zaś studiował administrację publiczną na Uniwersytecie Kłajpedzkim. Uzyskał doktorat z dziedziny nauk politycznych i zarządzania na Uniwersytecie Witolda Wielkiego w Kownie. Pracował jako handlowiec w Kłajpedzie, następnie związał się ze światem nauki. Był wykładowcą w Państwowym Koledżu w Kłajpedzie, później przeniósł się na Uniwersytet Kłajpedzki. Pracował jako wizytujący badacz w Instytucie Studiów Rosyjskich i Euroazjatyckich na Uniwersytecie w Uppsali (2017), a także profesor wizytujący na Politechnice Białostockiej (2017). Obecnie sprawuje funkcję kierownika Katedry Administracji Publicznej i Nauk Politycznych na Uniwersytecie Kłajpedzkim. Zasiada w redakcjach międzynarodowych czasopism naukowych. Jest koordynatorem paneli „Evidence based policy making” oraz „Cultural Policy and Creativity for Smart Development in Central and Eastern Europe”. W 2023 roku pracował jako profesor wizytujący na Uniwersytecie Jagiellońskim w Krakowie.

## Zajmowane stanowiska
- 2019–2021 – członek Rady Rozwoju Regionu Kłajpedy[3];
- 2021 – członek Rady ds. Badań w People Powered[4];
- 2021–2023 - przewodniczący Rady Organizacji Pozarządowych Miasta Kłajpedy[5].
- 2022 - 2023 Przewodniczący Wspólnej Komisji Doktorskiej[6].
- 2023 - redaktor naczelny czasopisma Heliyon w dziale Społeczeństwo i Polityka[7]
- 2025–2027 członek Senatu Uniwersytetu Kłajpedzkiego[8].

## Wybrane publikacje
- Jaroslav Dvorak, Raita Karnite, Arvydas Guogis, The Characteristic Features of Social Dialogue in the Baltics, „Socialinė teorija, empirija, politika ir praktika”, 16, 2018, s. 26–36, DOI: 10.15388/STEPP.2018.16.11425, ISSN 2345-0266 [dostęp 2025-04-24].
- Jaroslav Dvorak, Remigijus Civinskas, THE DETERMINANTS OF COOPERATION AND THE NEED FOR BETTER COMMUNICATION BETWEEN STAKEHOLDERS IN EU COUNTRIES: THE CASE OF POSTED WORKERS, „Polish Journal of Management Studies”, 18 (1), 2018, s. 94–106, DOI: 10.17512/pjms.2018.18.1.08 [dostęp 2025-04-24].
- Burksiene, V., Dvorak, J., & Burbulyte-Tsiskarishvili, G. (2018). Sustainability and sustainability marketing in competing for the title of European Capital of Culture. Organizacija, 51(1), 66-78.
- Valentina Burksiene, Jaroslav Dvorak, Mantas Duda, Upstream Social Marketing for Implementing Mobile Government, „Societies”, 9 (3), 2019, s. 54, DOI: 10.3390/soc9030054, ISSN 2075-4698 [dostęp 2025-04-24] (ang.).
- Ярослав Дворак, Ремигиюс Цивинскас, Шведская модель обмена информации и партнерства среди заинтересованных субъектов: Пример командированных работников [The Sweden Model of Information Exchange and Partnership between Stakeholders: The Case of Posting Workers], „Вопросы государственного и муниципального управления” (1), 22 lutego 2019, s. 190–210, ISSN 2409-5095 [dostęp 2025-04-24] (ros.).
- Dvorak, J., Burkšienė, V., & Sadauskaitė, L. (2019). Issues in the implementation of cultural heritage projects in Lithuania: the case of the Klaipeda region. Cultural Management, 23.
- Civinskas, R., & Dvorak, J. (2019). In search of employee perspective: understanding how Lithuanian companies use employees representatives in the adoption of company’s decisions. Administrative Sciences, 9(4), 78.
- Burksiene, V., & Dvorak, J. (2020). Performance Management in Protected Areas: Localizing Governance of the Curonian Spit National Park, Lithuania. Public administration issues, (5), 105-124.
- Burksiene, V., Dvorak, J., & Burbulytė-Tsiskarishvili, G. (2020). City Diplomacy in Young Democracies: The Case of the Baltics. In City Diplomacy (pp. 305-330). Palgrave Macmillan, Cham.
- Dvorak, J. (2020). Lithuanian COVID-19 Lessons for Public Governance. In: Joyce P., Maron, F. et. al. (eds) Good Public Governance in a Global Pandemic. Brussels: IIAS-IISA.
- Dvorak, J. (2021). Response of the Lithuanian municipalities to the First Wave of COVID-19, Balt. Reg., Vol. 13, no. 1, p. 70—88. doi:10.5922/2079-8555-2021-1-4
- Dvorak, J., Pernica, B. (2021). To free or not to free (ride): a comparative analysis of the NATO burden-sharing in the Czech Republic and Lithuania – another insight into the issues of military performance in the Central and Eastern Europe. Defense & Security Analysis, doi:10.1080/14751798.2021.1919345
- Kotseva-Tikova, M., Dvorak, J. (2021). The Bioeconomiy During a COVID-19 Pandemic: The Case of Bulgaria and Lithuania. Икономическа мисъл, 4, p. 71–92
- Civinskas, R., Dvorak, J., Šumskas, G. (2021). Beyond the Front-Line: the Coping Strategies and Discretion of Lithuanian Street-Level Bureaucracy During COVID-19. Corvinus Journal of Sociology and Social Policy, Vol. 12, No.1, p. 3-28
- Dvorak, J., Civinskas, R. (2022). The use of employee financial participation in Lithuanian companies (pp. 35–54). Hershey, PA: Business Science Reference. doi:10.4018/978-1-7998-8557-3.ch003
- Steblyna, N., Dvorak, J. (2021). Reflections on the Independent Mass Media of Post-Soviet Countries and Political Competitiveness. Politics in Central Europe, vol. 17, no. 3,  pp. 565-588. doi:10.2478/pce-2021-0024
- Mills, D.; Pudney, S.; Pevcin, P.; Dvorak, J. Evidence-Based Public Policy Decision-Making in Smart Cities: Does Extant Theory Support Achievement of City Sustainability Objectives? Sustainability 2022, 14, 3. doi:10.3390/su14010003
- Burkšienė, V., Burbulytė-Tsiskarishvili, G., Dvorak, J. (2022). Mayoral Influence on Participatory Budgeting in Lithuania during Covid-19. Emerging Science Journal, Vol. 6, Special Issue "COVID-19: Emerging Research", p. 151-164
- Burksiene, V.; Dvorak, J. (2022). E-Communication of ENGO’s for Measurable Improvements for Sustainability. Adm. Sci., 12, 70. doi:10.3390/admsci12020070
- Burkšienė, V., Dvorak, J.(2022). Local NGO e-communication on environmental issues. In The Routledge handbook of nonprofit communication. New York : Routledge, 2022. ISBN 9781003170563. p. 269-278
- Mishenina, H.; Dvorak, J. (2022). Public–Private Partnership as a Form of Ensuring Sustainable Development of the Forest Management Sphere. Adm. Sci. 12, 156. doi:10.3390/admsci12040156
- Dvorak, J., Kruhlov, V. (2024). Ethical Approaches to Gender Communications in Public Administration at Ukraine. In: Rouet, G., Raytcheva, S., Côme, T. (eds) Ethics and Innovation in Public Administration. Contributions to Public Administration and Public Policy. Springer, Cham. doi:10.1007/978-3-031-67900-1 4
- Dvorak, J., Staśkiewicz, U., Jakubiak, E. (2024). Promoting Change: Ethical Reforms in Prisons of Poland and Lithuania. In: Rouet, G., Raytcheva, S., Côme, T. (eds) Ethics and Innovation in Public Administration. Contributions to Public Administration and Public Policy. Springer, Cham. doi:10.1007/978-3-031-67900-1 5